# My Three Sons
My Three Sons is een Amerikaanse komedieserie die op de Amerikaanse televisie werd uitgezonden van 1960 tot 1972. De serie werd gefilmd in zwart-wit en uitgezonden op ABC gedurende de eerste vijf seizoenen. Daarna verhuisde de serie naar CBS voor de resterende zeven seizoenen, die in kleur werden gefilmd. My Three Sons vertelt het leven van weduwnaar en luchtvaartingenieur Steven Douglas (Fred MacMurray) terwijl hij zijn drie zonen opvoedt.
In de serie speelde oorspronkelijk William Frawley als de grootvader van moederskant en de inwonende huishoudster van de jongens, William Michael Francis “Bub” O'Casey. In 1965 verving “Uncle Charley” (William Demarest), die Bub's broer speelde, Frawley vanwege Frawley's afnemende gezondheid.
In september 1965 (toen de show van ABC naar CBS verhuisde en in kleur werd gefilmd) trouwde oudste zoon Mike (Tim Considine) met verloofde Sally Ann Morrison (Meredith MacRae) en werd zijn personage uit de show geschreven. Om de nadruk op “drie zonen” te houden, werd de oorspronkelijke jongste zoon Chip's (Stanley Livingston) vriend Ernie (Barry Livingston, Stanley's echte broer) geadopteerd. In de latere jaren van het programma trouwde Steven Douglas met Barbara Harper (Beverly Garland) en adopteerde haar jonge dochter Dorothy Anne (“Dodie”) (Dawn Lyn).
De serie was een hoeksteen van de ABC en CBS line-ups in de jaren 1960. 

## Geschiedenis

### ABC
De show begon op ABC in zwart-wit. Het eerste seizoen, bestaande uit 36 afleveringen, werd in zijn geheel geregisseerd door Peter Tewksbury, de Emmy-winnende regisseur van Father Knows Best, die de programma's produceerde en af en toe ook scenario's schreef.
Tijdens het herfstseizoen van 1964 werd William Frawley, die Bub speelde, door Desilu Studios te ziek verklaard om te werken, omdat het bedrijf te horen kreeg dat het te duur zou zijn om de acteur te verzekeren. Frawley bleef in de rol totdat er halverwege het seizoen een geschikte vervanger werd gevonden. Hij werd vervangen door William Demarest, die zijn hardvochtige broer (grote) oom Charley speelde, die halverwege het seizoen 1964-1965 (het laatste op ABC) werd geïntroduceerd. Volgens de verhaallijn keert Bub terug naar Ierland om zijn tante Kate te helpen haar 104e verjaardag te vieren. Kort daarna komt broer Charley op bezoek en blijft. Charley, een cello-spelende koopvaardijmatroos, was een zachtaardige brombeer die een verantwoordelijke verzorger bleek te zijn. Frawley verliet de serie voor het einde van het seizoen 1964-1965. Hij stierf op 3 maart 1966.[4]
Het adres van het fictieve huis in Bryant Park was 837 Mill Street. Het echte adres van het huis dat gebruikt werd voor de Bryant Park afleveringen was 837 5th Avenue in Los Angeles Californië. Veel van de externe opnames van My Three Sons uit de jaren 1960 vonden plaats op locatie op 5th Avenue.

### CBS
My Three Sons verhuisde naar het CBS televisienetwerk voor het seizoen 1965-1966 nadat ABC weigerde om de kosten te dragen voor de productie van het programma in kleur. Tegelijk met de verandering van netwerk en de overgang naar kleur, had Tim Considine, die oudste zoon Mike speelde, ervoor gekozen om zijn contract niet te verlengen vanwege een conflict met uitvoerend producent Don Fedderson over Considine's wens om te regisseren maar niet mee te spelen in de serie. (Considine regisseerde echter wel een van de laatste zwart-wit afleveringen voor ABC). In een interview in augustus 1989 in de Pat Sajak Show legde hij uit dat hij ook toegewijd was aan autoracen, wat zijn contract verbood. Zijn personage werd eruit geschreven, samen met Meredith MacRae, die zijn verloofde Sally had gespeeld, in een trouwaflevering die de première was van het seizoen 1965-1966 op CBS. Na deze aflevering wordt Mike slechts in vier afleveringen kort genoemd, zelfs niet op Robbie's of Steve's bruiloften.
Om de titel van de show geloofwaardig te houden, bedacht de hoofdschrijver van de show, George Tibbles, een driedelige verhaallijn waarin een weesvriend van jongste broer Richard (Chip, gespeeld door Stanley Livingston), Ernie Thompson (gespeeld door zijn echte broer Barry Livingston), op adoptie wacht wanneer zijn huidige pleegouders naar het Oosten worden overgeplaatst. Steve biedt aan Ernie te adopteren, maar krijgt te maken met tegenwerking van oom Charley, die Ernie een beetje irritant vindt en grote kopzorgen voorspelt over zowel de jongen als zijn hond. Het blijkt ook dat een wet vereist dat een vrouw in het huis van een adoptiegezin woont. Een aardige maatschappelijk werkster houdt toezicht op de zaak en de Douglases speculeren dat Steve misschien met de vrouw zal trouwen om de adoptie mogelijk te maken, maar ze zijn het erover eens dat dit niet genoeg reden voor hen is om getrouwd te zijn. Bovendien heeft de familie geen huishoudster nodig; oom Charley heeft de zaken al goed voor elkaar. De familie verschijnt al snel voor de rechter die de wet onderzoekt en vaststelt dat het de bedoeling is dat er een fulltime verzorger in het huishouden is. Omdat Charley aan die rol voldoet en van gedachten is veranderd over Ernie, stemt hij in met een wettelijke fictie die hem tot “huismoeder” van de familie Douglas verklaart....
Hoewel de drie zonen altijd centraal stonden in de verhaallijn, vonden er aan het eind van de jaren 1960 een aantal grote veranderingen plaats. In de lente van 1967 begonnen de kijkcijfers van de serie te dalen en het zevende seizoen eindigde op de 31e plaats in de kijkcijferlijst. Er werd besloten dat het seizoen 1967-1968 het programma niet alleen een nieuw tijdslot zou geven, maar ook nieuwe verhaallijnen om de kijkcijfers op te krikken. In de herfst van 1967 verplaatste CBS My Three Sons naar zaterdag om 20.30 uur. In de eerste aflevering van het seizoen, “Moving Day”, verhuizen de familie Douglas en oom Charley van het fictieve stadje Bryant Park in het Midwesten naar Los Angeles, Californië. Robbie (Don Grady) trouwt met zijn vriendin Katie Miller. Katie wordt gespeeld door Tina Cole, die in drie eerdere afleveringen in verschillende rollen te zien was. Aan het einde van het seizoen 1967-1968 waren de kijkcijfers verbeterd ten opzichte van het voorgaande jaar en stond de serie op de 24e plaats in de lijst. Het volgende seizoen ontdekt het pasgetrouwde stel dat Katie zwanger is en ze bevalt van een drieling met de namen Robert, Steven en Charles. Oorspronkelijk werden de jongens gespeeld door sets van niet geaccrediteerde tweelingen, maar later werden ze geaccrediteerd gespeeld door Guy, Gunnar en Garth Swanson; en in de laatste twee seizoenen door Michael, Daniel en Joseph Todd.
Het jaar daarop, in het 10e seizoen 1969-1970, hertrouwt Steve. Zijn nieuwe bruid, de weduwe-lerares Barbara Harper (Beverly Garland), brengt een vijf jaar oude dochter mee, Dorothy “Dodie” (Dawn Lyn), die Steve adopteert. Dodie is eerst op haar hoede voor Steve en denkt dat hij wil dat ze haar overleden vader vergeet, maar hij legt uit dat hij wil dat ze hem altijd zal herinneren en van hem zal houden, maar omdat hij niet meer leeft, wil Steve haar in zijn plaats opvoeden en hoopt hij dat ze ook van hem zal gaan houden. In de laatste anderhalf jaar van de serie waren zowel Don Grady als Stanley Livingston minder te zien. Grady's personage werd er aan het einde van het 11e seizoen uitgeschreven, waardoor zijn vrouw Katie en hun drielingzonen het volgende seizoen in het huishouden van Douglas konden blijven (Robbie werkte als bouwkundig ingenieur aan een brugconstructie in Peru). Ondertussen verhuizen Chip en zijn tienervrouw Polly (Ronne Troup), die weggelopen waren nadat Polly's strenge vader hun huwelijk weigerde goed te keuren, naar hun eigen appartement.
Aan het einde van het seizoen 1970-1971, het 11e jaar van de show, had My Three Sons nog steeds goede kijkcijfers. In de lente van 1971 eindigde het op de 19e plaats. Een tv-pilot uit 1971 met Don Grady en Tina Cole genaamd Three of a Kind, daarna hertiteld Robbie - over Robbie, Katie en de drieling die naar San Francisco verhuisden - werd gefilmd maar niet opgepikt als serie. De laatste aflevering van het seizoen 1970-1971, “After the Honeymoon”, was eigenlijk het uitgangspunt voor deze pilot. Richard X. Slattery en Pat Carroll speelden een gastrol als de huisbazen van het appartementencomplex waar Robbie en Katie introkken. Don Grady had de producenten echter op de hoogte gebracht van zijn voornemen om de serie te verlaten en een nieuwe fulltime carrière als componist na te jagen, wat hij uiteindelijk ook deed.
Voor het 12e en uiteindelijk laatste seizoen van de serie verplaatste CBS de show naar maandagen om 22:00 uur. Naast de veranderingen in tijd voor het 12e seizoen, werd er een nieuw vierdelig verhaal geïntroduceerd waarin MacMurray in een tweede rol speelde, die van zijn neef, de Laird (Lord) Fergus McBain Douglas of Sithian Bridge; de stem van de Engelse acteur Alan Caillou werd over die van MacMurray gedubd. Het plot draait om de aankomst van Lord Douglas in Los Angeles vanuit het geboorteland van de familie, Schotland, op zoek naar een bruid om mee terug te nemen naar Schotland.
Hij vindt Terri Dowling (Anne Francis), een serveerster in de Blue Berry Bowling Alley. Hoewel ze aanvankelijk aarzelt om haar leven in Amerika op te geven en als adel terug te keren naar Schotland, accepteert ze uiteindelijk. Deze verhaallijn zet een plotidee voort dat oorspronkelijk begon in het vierde seizoen, toen de Douglases Schotland bezochten onder het voorwendsel dat hen was verteld dat ze een kasteel in de Highlands hadden geërfd.
Met een later tijdslot eindigde de show het seizoen buiten de top 30. Om de serie te redden, verplaatste CBS de serie halverwege het seizoen terug naar donderdag om 20.30 uur, het oude tijdslot. Desondanks eindigde My Three Sons na 12 jaar in de lente van 1972. 

## Rolverdeling
Legenda
 = Hoofdrol
 = Bijrol
| Fred MacMurray     | Steve Douglas                     | 36 | 36 | 39 | 37 | 36 | 31 | 32 | 30 | 28 | 26 | 24 | 24 | 379 |
| Stanley Livingston | Richard Chip Douglas              | 36 | 35 | 39 | 37 | 36 | 32 | 32 | 30 | 27 | 25 | 21 | 7  | 359 |
| Don Grady          | Robbie Douglas                    | 36 | 36 | 39 | 37 | 36 | 32 | 32 | 30 | 28 | 26 | 22 |    | 354 |
| Tim Considine      | Mike Douglas                      | 36 | 35 | 39 | 37 | 36 | 1  |    |    |    |    |    |    | 184 |
| William Frawley    | Michael Francis Bub O'Casey       | 35 | 36 | 39 | 37 | 17 |    |    |    |    |    |    |    | 164 |
| Barry Livingston   | Ernie Thompson-Douglas            |    |    |    | 18 | 24 | 32 | 32 | 30 | 27 | 26 | 24 | 19 | 232 |
| Tina Cole          | Ina/Sherry/Joanne/Katie Miller    |    |    |    | 1  | 2  | 1  |    | 30 | 27 | 26 | 22 | 24 | 133 |
| Meredith MacRae    | Sally Ann Morrison                |    |    |    | 15 | 13 | 1  |    |    |    |    |    |    | 29  |
| Ronne Troup        | Student/Polly Williams            |    |    |    | 1  |    |    |    |    |    |    | 13 | 9  | 23  |
| William Demarest   | Uncle Charlie O'Casey             |    |    |    |    | 19 | 32 | 32 | 30 | 28 | 26 | 24 | 24 | 215 |
| Beverly Garland    | Barbara Harper-Douglas            |    |    |    |    |    |    |    |    |    | 26 | 24 | 24 | 74  |
| Dawn Lyn           | Dorothy Anne Dodie Harper-Douglas |    |    |    |    |    |    |    |    |    | 25 | 24 | 24 | 73  |